# Алвін (ППА)

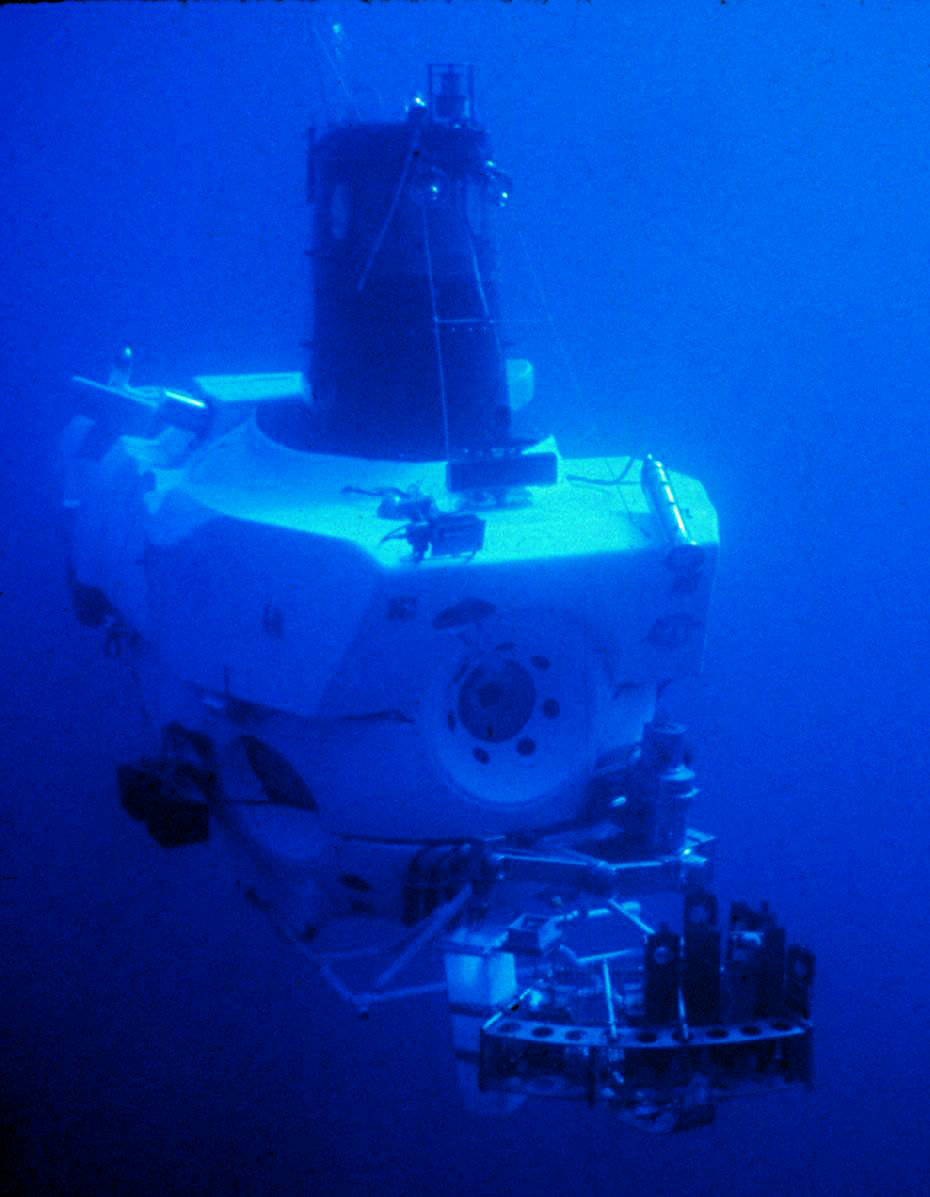
Алвін у 1978 році, через рік після відкриття гідротермальних гір

Алвін — один з найвідоміших діючих пілотованих підводних апаратів (ППА). Судно розраховано на трьох людей (два вчених та одного пілота) та дозволяє за 10 годин пірнати на глибину до 4500 метрів.

## Історія

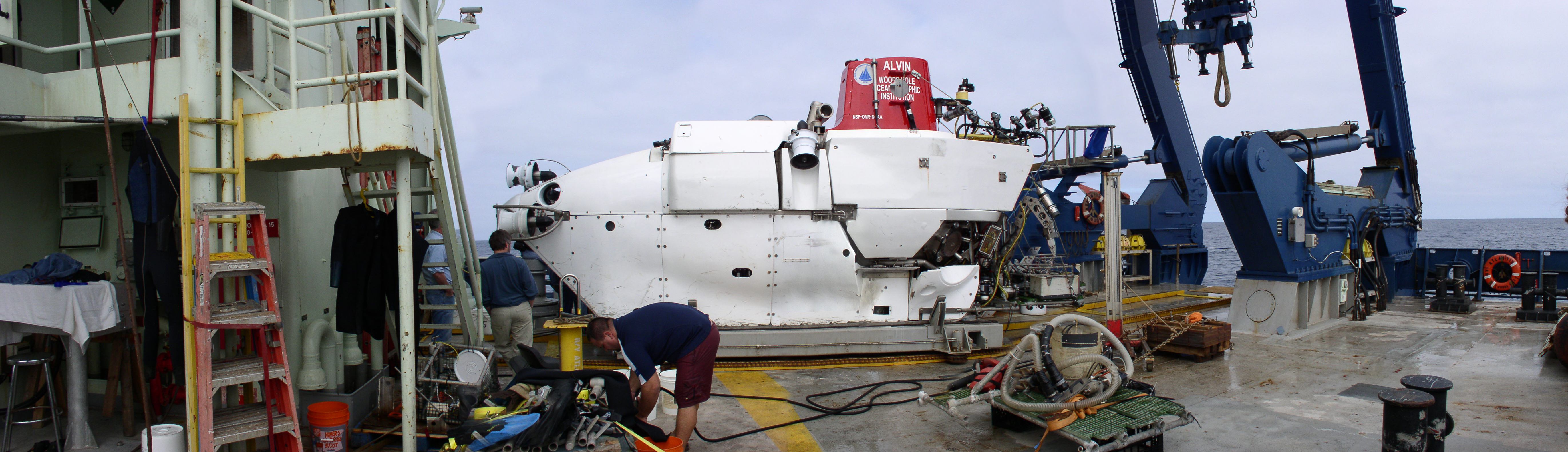
Панорама Алвіна на кораблі Атлантіс

20 липня 1965 р. співробітник Океанографічного інституту у Вудс-Холлі (WHOI) Вільям О. Рейні на борту Алвіна здійснив занурення у підводний каньйон Язик Океану та через 1 годину 37 хвилин досяг дна на глибині 1829 м.
17 березня 1966 р. Алвін був використаний для виявлення зануреної 1,45-мегатонної водневої бомби на Паломаресі (Іспанія).
У 1973 р. корпус Алвіна був замінений на новіший корпус із титану. Новий корпус дає змогу заглиблюватися до 4500 метрів (15 000 футів).
У 1977 р. під час експедиції під керівництвом Роберта Балларда при підтримці Національного управління океанічних і атмосферних досліджень США (NOAA), Алвіном виявлено та задокументовано існування чорних курців навколо Галапагоських островів. Вони існують на глибині понад 2000 метрів, випромінюють потужний потік чорної, димчастої води, перегрітої до більш ніж 400 °C (750 °F).
Алвін брав участь в дослідженні уламків Титаніка в 1986 р. Багато з фотографій експедиції були опубліковані в журналі National Geographic Society, який був головним спонсором експедиції.
Протягом багатьох років, Алвін зазнав багато ремонтів, щоб поліпшити своє обладнання і продовжити термін служби акумулятора. Останній ремонт був у 2001 р., у якому серед іншого устаткування були додані контролери двигуна та комп'ютерні системи. Всі компоненти судна, включаючи рами і сфери персоналу були замінені принаймні один раз. Алвін повністю розбирають кожні 3-5 років для повного огляду. Новий робот-маніпулятор був доданий у 2006 р.
У червні 2008 р. почалося будівництво більшої та міцнішої сфери для персоналу, яка може бути використана або для оновлення Алвін (для використання з 2011 р.), або для абсолютно нового апарата. Нові сфери будуть мати 5 портів зору (нинішня має 3) і призначені для глибин понад 6000 метрів.

## Специфікація
Довжина: 7,1 м (23,3 фута)
Ширина: 2,6 м (8,5 фута)
Висота: 3,7 м (12,0 фути)
Робоча глибина занурення: 4500 м (14764 футів)
Тривалість занурення: 6-10 годин
Швидкості: Крейсерська — 0,8 км/год (0,5 вузла). Повна — 3,4 км/год (2 вузлів)
Вага брутто: 17 тонн (35 200 фунтів).
Корисне навантаження: 680 кг.
Екіпаж: Пілот — 1. Науковці — 2
Люк: 48,2 см (19 дюймів) (Макс. діаметр для наукового обладнання).
Загальна потужність: 57,6 кВт·год максимальна (120 × 480 А·год), 43,2 кВт корисна (120 × 360 А·год)
Дальність плавання: 5 км (3 милі) при швидкості 14 м/хв
Життєзабезпечення: 216 людиногодин (72 людиногодини Х 3)

## Галерея

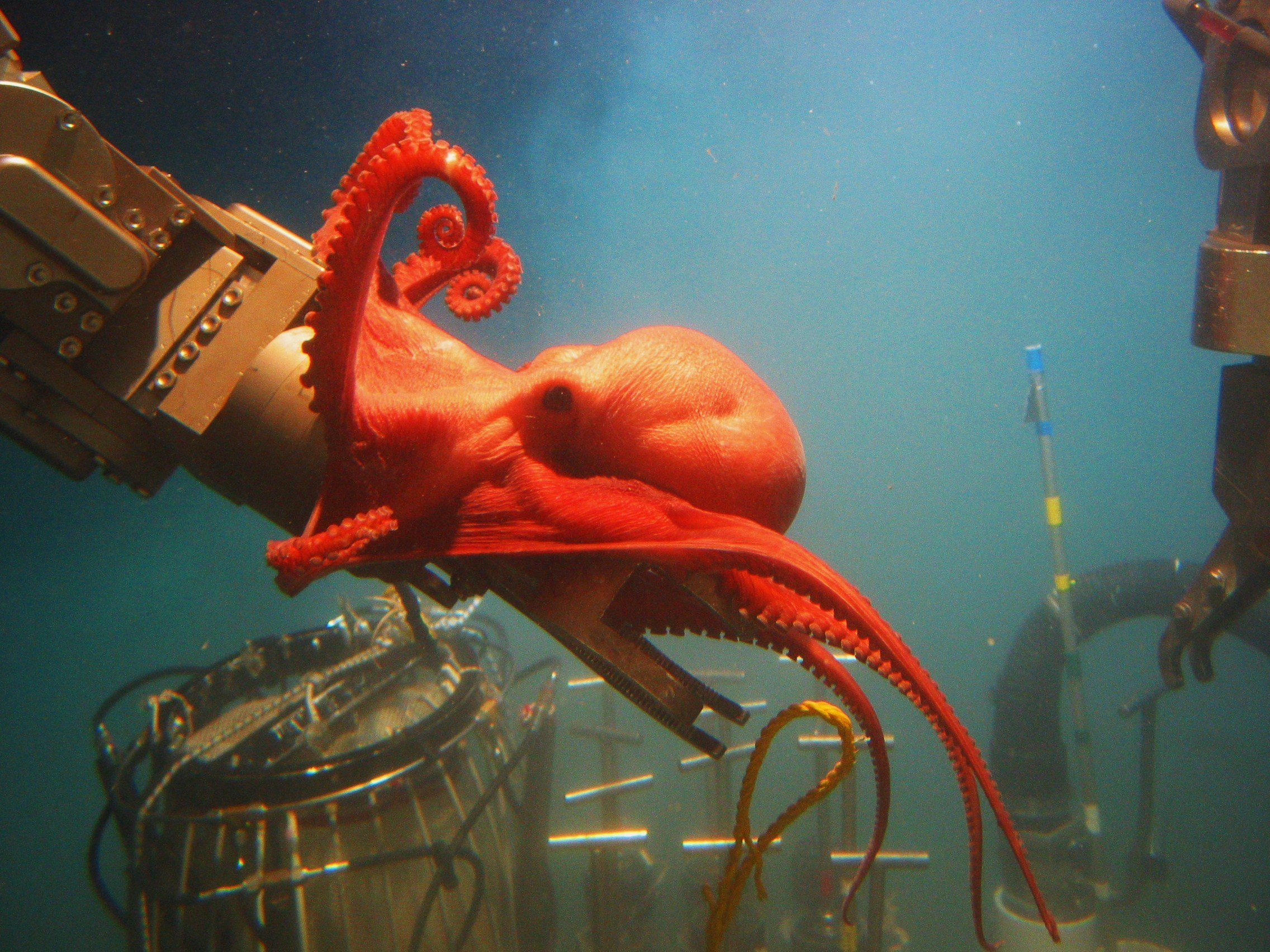
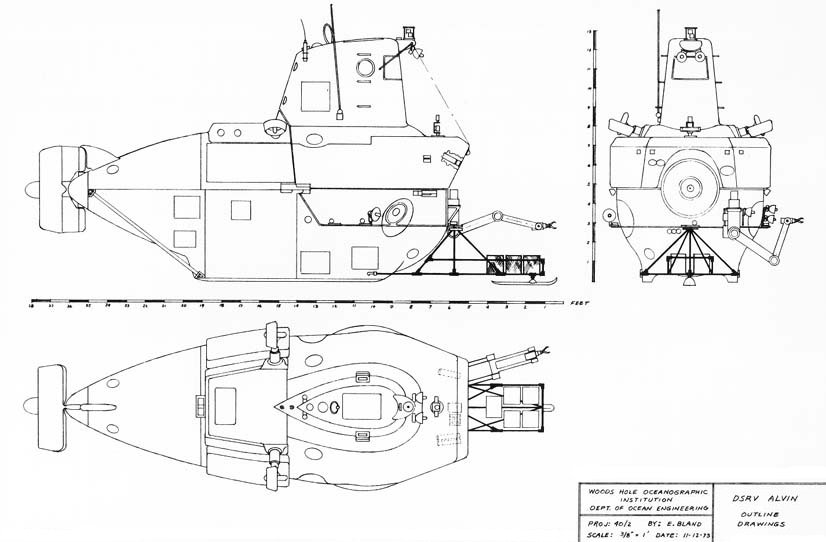
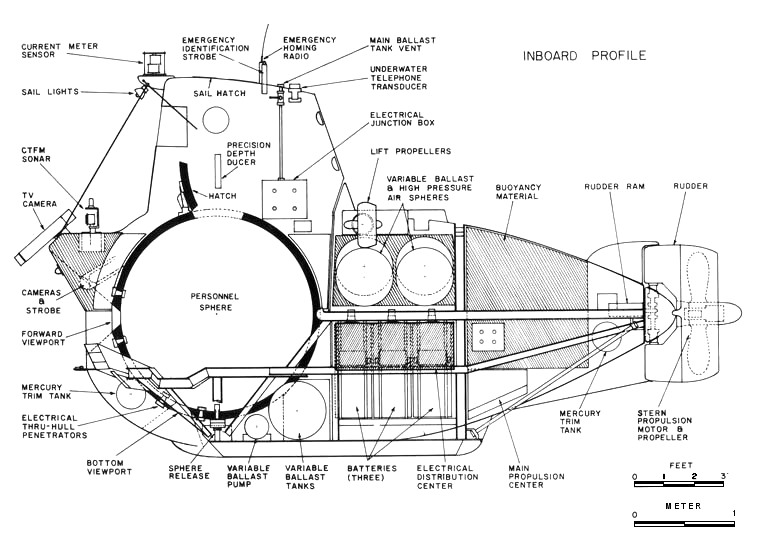
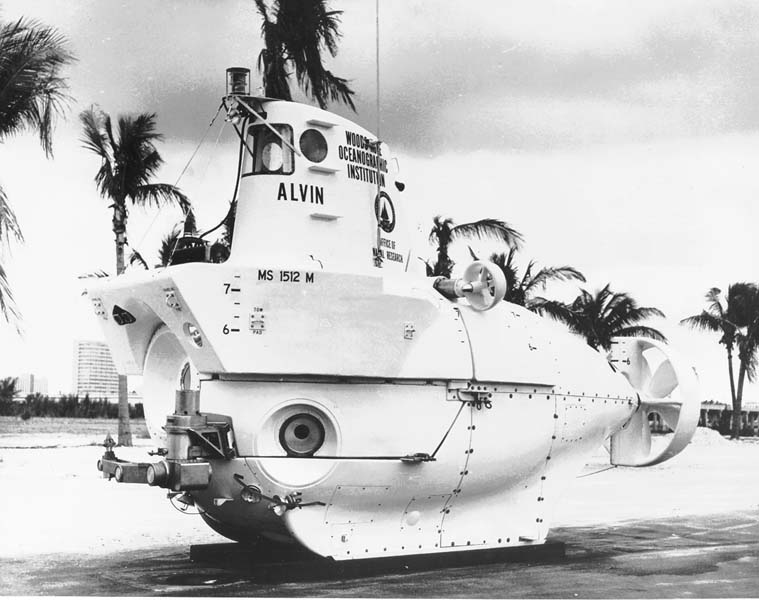